# 루거 P08
1908년형 파라벨럼 권총(독일어: Parabellum-Pistole 1908)은 제1차 세계 대전과 제2차 세계 대전 기간 중 주로 독일군에서 쓰인 권총이다. 줄여서 08호 권총(독일어: Pistole 08; P 08)이라 하고, 제작자의 이름을 따 그냥 루거(독일어: Luger)라고 부르기도 한다.
게오르그. J. 루거가 개발한 무기로서 잔고장이 심하고 부품이 복잡하여 독일군 권총의 순위를 발터 P38에게 넘겨주게 된다. 연합군이 가장 노린 권총 1순위로, 그립의 형태나 장전방식이 타 권총과 달랐기에 연합군에게 전리품 1순위였다. 그래서 독일군이 이것으로 부비트랩을 만들기도 하였다.
세기의 명총으로도 불리며 아직도 미국 등 총기 허용국가에서는 고가로 판매되고 있다. 또한 이 총의 발사방식은 맥심 기관총에서 본따왔다고 한다

## 개발배경
루드비히 뢰베(Ludwig Loewe&co)사의 후고 보어하르트(Hugo Borchardt)는 토클액션 방식을 이용한 권총을 만드는데 그것이 바로 루거의 시조인 보어하르트 1893(Borchardt 1893)이다. 기존의 루거와는 다르게 뒷면이 크게 두드러진 형태를 띈다. 이러한 점을 크게 감안한 게오르그 J.루거는 이러한 형태의 권총을 짧고 더욱 간단하며, 뒤쪽으로 무게가 덜 쏠린 루거 P08을 만들어낸다.

## 제1차 세계대전 당시
제1차 세계대전때는 마우저 C96과 함께 주력권총으로 쓰인 내력이 있으며, 이후 1차대전 종전 이후에도 여러 군벌들이 이 권총을 애용했다. 특히나 장전방식이 타 권총과는 달랐기 때문에 장전하는데 어려움도 있었다.
전쟁이 끝난 이후에는 베르사유 조약에 따라서 구경 8mm이상의 권총을 제작할 수 없게 되었는데 루거도 이에 포함되어 제작을 하지 못하였다. 이에 따라서 1922년부터 9mm에서 7.65mm탄으로 변경되어 생산되었으나, 그 특이한 구조때문에 고장이 쉽게 났고, 가격또한 부품값으로 인해서 너무나도 높았다. 한번 미국에 4.5ACP탄을 사용하는 개조한 모델을
제시하였으나 콜트사의 M1911이
그 자리를 대체 하였다.
Maßtafeln zur Pistole 08 und langen Pistole 08

## 독일의 재군비 이후
이후 독일 재군비 선언으로 이 권총은 초반에는 무시되었으나, 발터 P38이 수량을 맞추지 못하자 부족분을 채우기 위해 루거가 사용되었다. 장교부터 일반 병사들까지 아주 폭넓게 쓰였으며, 제 2차 세계대전때는 독일군이 발터 P38 다음으로 가장 많이 쓴 권총이기도 했다.
이 권총의 특별한 점은, 타 권총들은 사용하기 어려운 드럼형태의 탄창을 사용하기도 한다는 것이다. 권총의 손잡이 맨 아랫부분에 끼워서 사용하는 이 드럼탄창에는 총 32발이 들어가며, 이 권총을 일본이 비슷한 시기에 베껴서 남부 14식 권총으로 만들어내기도 했다. 하지만 남부는 토클액션식이 아니었다.

## 제2차 세계대전
제2차 세계대전 당시에는 이 루거 권총이 주로 독일군 장교들에게 지급되었다. 이러한 여건때문에 연합군의 보병들은 이 루거를 전리품으로 갖고자 하는 사람들이 많았다. 루거를 가진다는 의미는 장교같은 높은 군인을 죽인 공이 높은 사람이라는 뜻과 함께 세련되고 그립감이 좋은 디자인을 가졌기 때문이며, 타 권총의 장전방식과는 처음부터 달랐기 때문이었다. 이러한 조건때문에 연합군의 루거 경쟁은 2차대전 전장에서는 매우 치열했으며, MG 42와 MP-40, kar-98k과 같은 총기와 더불어 가장 갖고싶은 전리품중 다섯 손가락 안에는 들어가는 권총이었다. 이를 이용해 나치독일군에서는 이것으로 부비트랩을 설치하기도 하였다.

## 제2차 세계대전 이후
이후에는 여러 회사들이 도면을 가져가서 개발하게 되었다. 한 회사가 만드는 것이 아니라 여러 회사가 이 권총을 만드는데 뛰어들었으나, 생산된 권총은 그리 많지 않다. 현재는 주로 총기를 구입할 수 있는 국가중 인터넷 사이트나 오래된 역사를 가지거나 고급 총포상에 가면 어렵게 구할 수 있다. 탄환이나 기타 이러한 것들은 당시와는 다르지만 총기 매니아들 사이에서는 애용하는 권총 중 하나라는 사실은 변함이 없다.

## 영향
루거 전용 탄환인 9×19mm 패러벨럼 탄환은 후일 전 세계 기관단총 탄환의 모범이 되었으며, 여러 권총들과 기관단총이 이 탄환을 사용하기 시작했다. 또한 당시 일본제국도 이 권총의 디자인과 흡사한 남부 14식 권총을 만들어냈다.

## 같이 보기
- 라흐티 L-35
- 14년식 권총